# Bamburåttor
Bamburåttor eller rotråttor (Rhizomyinae) är en underfamilj i familjen mullvadsråttor som ibland listas som självständig familj. Det finns två till tre släkten:
- Egentliga bamburåttor (Rhizomys) med 3 arter.
- Kastanjebrun bamburåtta (Cannomys), en art.
- Afrikanska rotråttor (Tachyoryctes), två till tretton arter, listas ibland som självständig underfamilj, Tachyoryctinae.

Bamburåttor har en grov kroppsbyggnad och jämförelsevis korta extremiteter. De lever huvudsakligen underjordiskt. De utmärker sig genom särskilt stora framtänder. På grund av detta kännetecken antogs länge att de är nära släkt med mullvadsgnagare, alltså att de tillhör underordningen piggsvinsartade gnagare. Idag betraktas de som medlemmar i underordningen råttartade gnagare. Tillsammans med tre andra underfamiljer bildar de familjen mullvadsråttor.
Bamburåttor når en kroppslängd mellan 15 och 48 centimeter och därtill kommer en 5 till 20 centimeter lång svans. Vikten ligger beroende på art mellan 150 gram och 4 kilogram. Deras föda utgörs huvudsakligen av växternas underjordiska delar som de når från sina tunnlar. De vistas sällan utanför sina bon och när de kommer ut är det vanligen gryning eller natt.
Bamburåttor anses ofta som skadedjur och de blir därför jagade. Asiatiska arter används som mat och pälsen av afrikanska arter nyttjas som amulett.